# 旋律與節奏
《旋律與節奏》（德語：Melodie und Rhythmus，2004年重新創立後改為）是一本介紹舞蹈及流行音樂的專業期刊，1957年於東德首次出刊，東西德合併後不久停刊。
自2004年起，該雜誌又斷斷續續出刊，發行概念數度轉變，後又於2022年八月再次停刊。

## 歷史
在草創時期，《旋律與節奏》謹遵當時東德社會主義統一黨（SED）有關文化刊物的政策。在相關法令逐漸鬆綁後，該雜誌開始嘗試更多新穎題材，如採訪國內外的藝術家等。且每期皆會以當紅明星的彩色海報作為封面。
《旋律與節奏》可以說是前東德時期最受歡迎的雜誌刊物，經常一上架就銷售一空。主因除了內容很吸引人之外，也因為當時無論是紙張數量或印刷技術皆受到限制，導致雜誌產量也不多。
兩德統一後，《旋律與節奏》雜誌由柏林漢克瑟爾出版社（Henschel-Verlag Berlin）接管。該公司在1991年停止出版此刊物。
2004年，雜誌停刊前的最後一位主編——漢契爾（Christian Hentschel）攜法可（Andreas Fack）和艾思博（Tino Eisbrenner）兩位編輯重新創立了《旋律與節奏》，名稱從「Melodie und Rhythmus」改為「melodie&rhythmus」。他們首先是以季刊形式發行，而後改成雙月刊形式。內容主要圍繞德語表演者，其中又以德東地區的藝術家、表演者為主。發行了九期後，《旋律與節奏》於2006年一月再度停刊，主因是沒有足夠的廣告收入。六個月後，《旋律與節奏》再度轉手他人，由柏林故鄉出版社（Heimat-Verlag Berlin）接手，並以月刊形式發行。該出版社亦將漢契爾換下，主編職位改由柯錫納（Nicole Kirchner）擔任。
2008年12月22號，《旋律與節奏》轉由五月8號出版社（Verlag 8. Mai GmbH）發行。這個企業規模不小，旗下亦有發行其他知名刊物，如《青年世界報》(junge Welt)。2009年，曾有一位新任主編——米斯納（Robert Mießner）加入柯錫納領導的主編行列，後因理念不合而離開團隊。在經過許多內容上或是雜誌定位上的修改及各種滾動調整後，《旋律與節奏》於2010年開始以雙月刊形式發刊。
到了2011年六月，編輯團隊對於新概念的構思停滯不前；逐步下降的銷售量及廣告收益亦使得情況變得不樂觀。出版社管理階層決定換血，將前副主編韋客樂（Jürgen Winkler）調整為新任主編。其帶領的新團隊決定捨棄部分過往的焦點內容，像是「東德搖滾」（Ostrock）等，並將主力轉往報導德、奧、瑞等德語國家的流行音樂資訊。
2012年時《旋律與節奏》進行了一次大規模的排版更新。此舉大獲成功，除了網路銷售及廣告收入獲得增長，實體通路銷量也明顯提升。
2012年的八月底，主編韋客樂離開了出版社，且沒有指定接替人。留下來的編輯團隊於是再度修正了他們對於雜誌經營的方針。他們把焦點轉回「東德搖滾」上，並嘗試更多內容、強化與《青年世界報》的連結。當時編輯部設立於柏林。自2014年的五、六月起，主編位置由同時身兼動保人士、公關及《青年世界報》撰稿人的史達爾（Susann Witt-Stahl）女士接下。
除了焦點內容的更動，還新增了一個固定的欄目，包含來自各種文化領域的專業評論。專欄中的著名作家包含祖克曼（Moshe Zuckermann）、謝瓦利埃（Michel Chevalier）、巴伊拉克塔（Mesut Bayraktar）和達斯（Dietmar Dath）。此外，本刊還組織了討論會和音樂活動。
2018年1月5日，五月8號出版社宣布下一期無法出版，且在可見的未來沒有恢復生產的前景。為了使本刊能夠再次出版，《旋律與節奏》於2018年3月31日開始了一系列吸引新訂閱戶和廣告商的活動。到2018年六月底，共獲得約 1,200 份訂閱，這至少確保了雜誌得以繼續出刊。
2022年8月20日，五月8號出版社在《青年世界報》上發表聲明，宣布《旋律與節奏》 將再次停刊，至少短期內不會復刊。

## 外部連結
- https://www.melodieundrhythmus.com/kontakt/ （页面存档备份，存于）